# Présentation ou Charlotte et son steak
Série Charlotte et Véronique
Véronique et son cancre
(1959)
Pour plus de détails, voir Fiche technique et Distribution.
Présentation ou Charlotte et son steak est un court-métrage français réalisé par Éric Rohmer en 1951.
Ce film fait partie d'un ensemble de quatre courts métrages avec les personnages Charlotte et Véronique tournés en commun avec Jean-Luc Godard, les trois autres étant Véronique et son cancre (1959), Tous les garçons s'appellent Patrick (1959) et Charlotte et son jules (1961).

## Synopsis
Walter accompagne Clara à la gare en même temps qu'il donne rendez-vous à Charlotte. Il s'invite chez elle dans l'espoir de l'embrasser, mais celle-ci, qui se fait un café et cuire un steak, n'a que faire de lui. Elle finit par l'embrasser, mais de toute façon ils ne s'aiment pas.

## Fiche technique
- Titre original : Présentation ou Charlotte et son steak
- Réalisation : Éric Rohmer
- Scénario et dialogues: Éric Rohmer
- Décors : Jean-Luc Godard, Guy de Ray, Éric Rohmer
- Musique : Maurice Leroux
- Montage : Agnès Guillemot
- Production : Guy de Ray
- Pays d'origine :  France
- Langue originale : français
- Format : Noir et blanc - mono - 16 mm, gonflé en 35 mm en 1960
- Genre : Comédie
- Durée : 10 minutes selon certaines sources[1],[2], 12 minutes selon d'autres sources[3],[4]
- Dates de sortie : France, version muette 1951, version sonorisée 1960
- Restauration : Lumières Numériques (2014)

## Distribution
- Jean-Luc Godard : Walter
- Andrée Bertrand : Clara (voix de Anna Karina)
- Anne Coudret : Charlotte (voix de Stéphane Audran)

## Autour du film
Le film a été tourné sans son au début des années 50, puis sonorisé et doublé quelques années plus tard[réf. souhaitée].